# ناتشو
خوسيه إغناسيو فرنانديز إغليسياس (بالإسبانية: José Ignacio Fernández Iglesias)‏ (تلفظ بالإسبانية: ‎/xoˈse iɣˈnaθjo feɾˈnandeθ iɣˈlesjas/‏؛ مواليد 18 يناير 1990) المعروف بـ ناتشو (بالإسبانية: Nacho)‏ (تلفظ بالإسبانية: ‎/ˈnatʃo/‏). هو لاعب كرة قدم إسباني يلعب في مركز الدفاع مع نادي القادسية السعودي والمنتخب الإسباني.
أمضى مسيرته بأكملها مع ريال مدريد بعد ظهوره لأول مرة مع الفريق الأول في عام 2011، حيث شارك في أكثر من 300 مباراة وفاز بالعديد من الجوائز، بما في ذلك رقم قياسي مشترك بستة ألقاب في دوري أبطال أوروبا، وهو رقم قياسي مشترك مع باكو خينتو، لوكا مودريتش، توني كروس وداني كارفاخال. فاز ناتشو بما مجموعه 26 لقبًا في ريال مدريد، مما جعله اللاعب الأكثر تتويجًا في تاريخ النادي (إلى جانب لوكا مودريتش).
لعب ناتشو أول مباراة له مع الفريق الأول للمنتخب الإسباني في عام 2013، وكان جزءًا من القائمة في كأس العالم 2018 وبطولة أمم أوروبا 2024.

## مسيرة الأندية

### بداية مسيرته
وُلد ناتشو في مدريد، وانخرط في المستويات السنية في ريال مدريد في سن 11 عامًا. بدأ مسيرته مع الكاستيا في موسم 2008–09 حيث لعب مباراتين مع ريال مدريد كاستيا في الدوري الإسباني الدرجة الثانية ب، وشارك في موسمين كاملين آخرين في هذا المستوى؛ وخلال هذه الفترة، كوّن صداقة طويلة الأمد مع اللاعب الروسي دينيس تشيريشيف.
في 23 أبريل 2011، ظهر ناتشو لأول مرة مع الفريق الأول في الدوري أمام فالنسيا حيث بدأ كظهير أيسر وانتهت المباراة بفوز ريال مدريد 6–3 خارج الديار ضد فالنسيا ولعب المباراة كاملة. وجاءت ظهوره الثاني في الأسبوع التالي في خسارة الفريق 2–3 على أرضه أمام ريال سرقسطة.

### 2012–2017: الإثبات والنجاح
كان ناتشو واحدًا من لاعبي الفريق الشباب الذين تم اختيارهم للمشاركة مع الفريق الأول في مبارياته الودية الصيفية في أمريكا الشمالية قبل بدء الدوري الإسباني 2011–12. دخل كبديل في المباريات الثلاث ضد لوس أنجلوس غلاكسي وغوادالاخارا وفيلادلفيا يونيون.
في 2 سبتمبر 2012، أعلن مدرب الفريق جوزيه مورينيو أن ناتشو إلى جانب ألفارو موراتا وخيسوس سيتم تصعيدهم إلى الفريق الأول لكنهم سيستمرون في اللعب مع كاستيا. أصبح لاعبًا رسميًا مع الفريق الأول في بداية الدوري الإسباني 2013–14 وحصل على القميص رقم 18 بعد رحيل راؤول ألبيول.
في 3 يوليو 2014، وقع ناتشو عقدًا جديدًا مع ريال مدريد حتى عام 2021. سجل هدفه الرسمي الأول للفريق في 10 يناير من العام التالي، مساهمًا في فوز الفريق 3-0 على أرضه ضد إسبانيول.

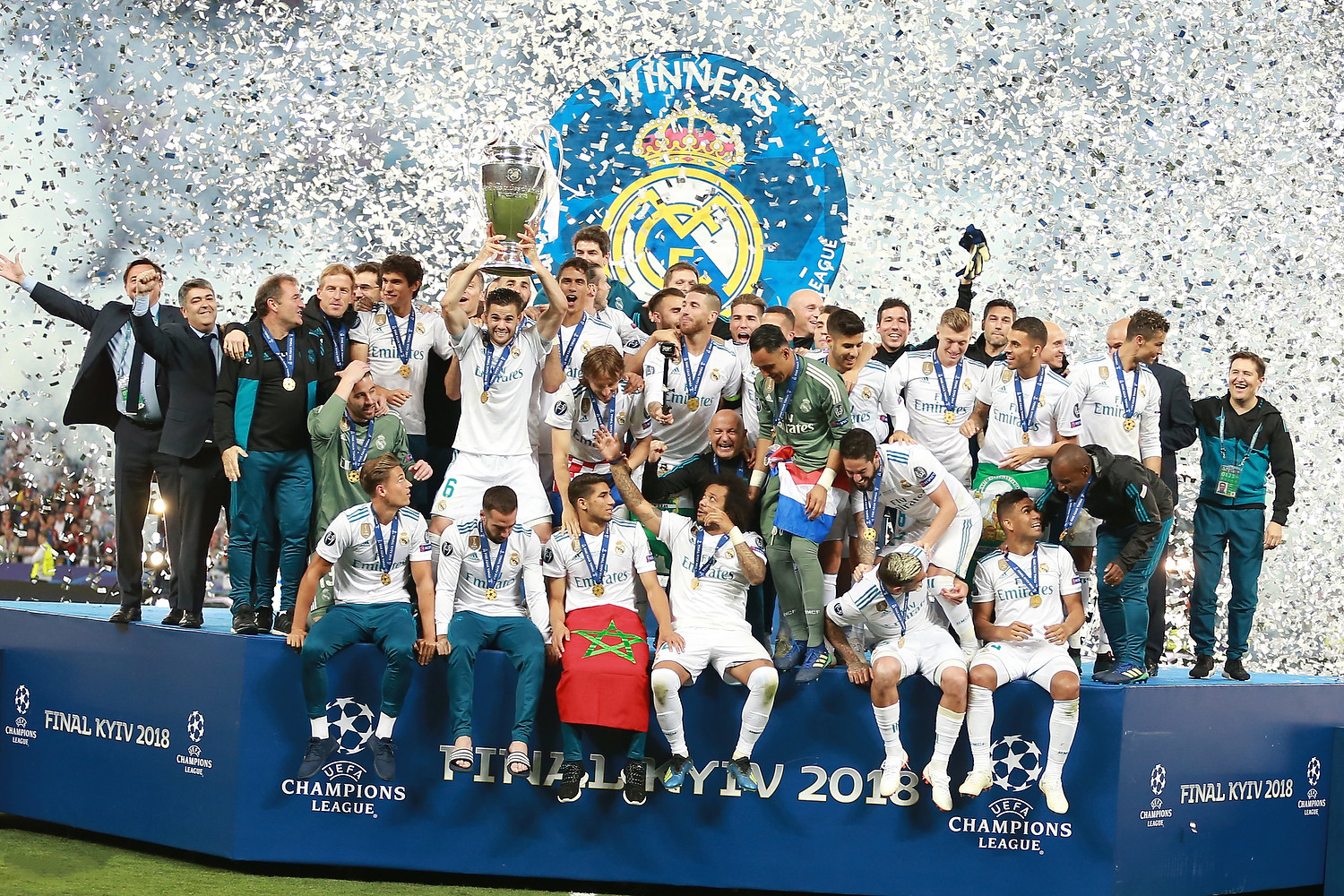
ناتشو يرفع كأس أبطال أوروبا احتفالاً بفوز ريال مدريد بدوري أبطال أوروبا في مايو 2018

بعد دقيقتين من استبدال مارسيلو المصاب في مباراة دور المجموعات من دوري أبطال أوروبا ضد باريس سان جيرمان في 3 نوفمبر 2015 سجل ناتشو الهدف الوحيد وضمن تأهل فريقه إلى دور الـ16 بهدفه الأول في مسابقة أوروبية. شارك بخمس مباريات وحقق الفريق اللقب.
في 11 فبراير 2017، شارك ناتشو في المباراة رقم 100 مع ريال مدريد وفاز 3–1 خارج الديار ضد نادي أوساسونا. مستفيدًا من الإصابات والإيقافات التي تعرض لها زملاؤه، كان اللاعب الأكثر استخدامًا في مركز قلب الدفاع حيث فاز النادي ببطولة الدوري الأولى مُنذ خمس سنوات؛ وشارك في أربع مباريات في دوري الأبطال، وحقق الفريق مُجددًا اللقب.

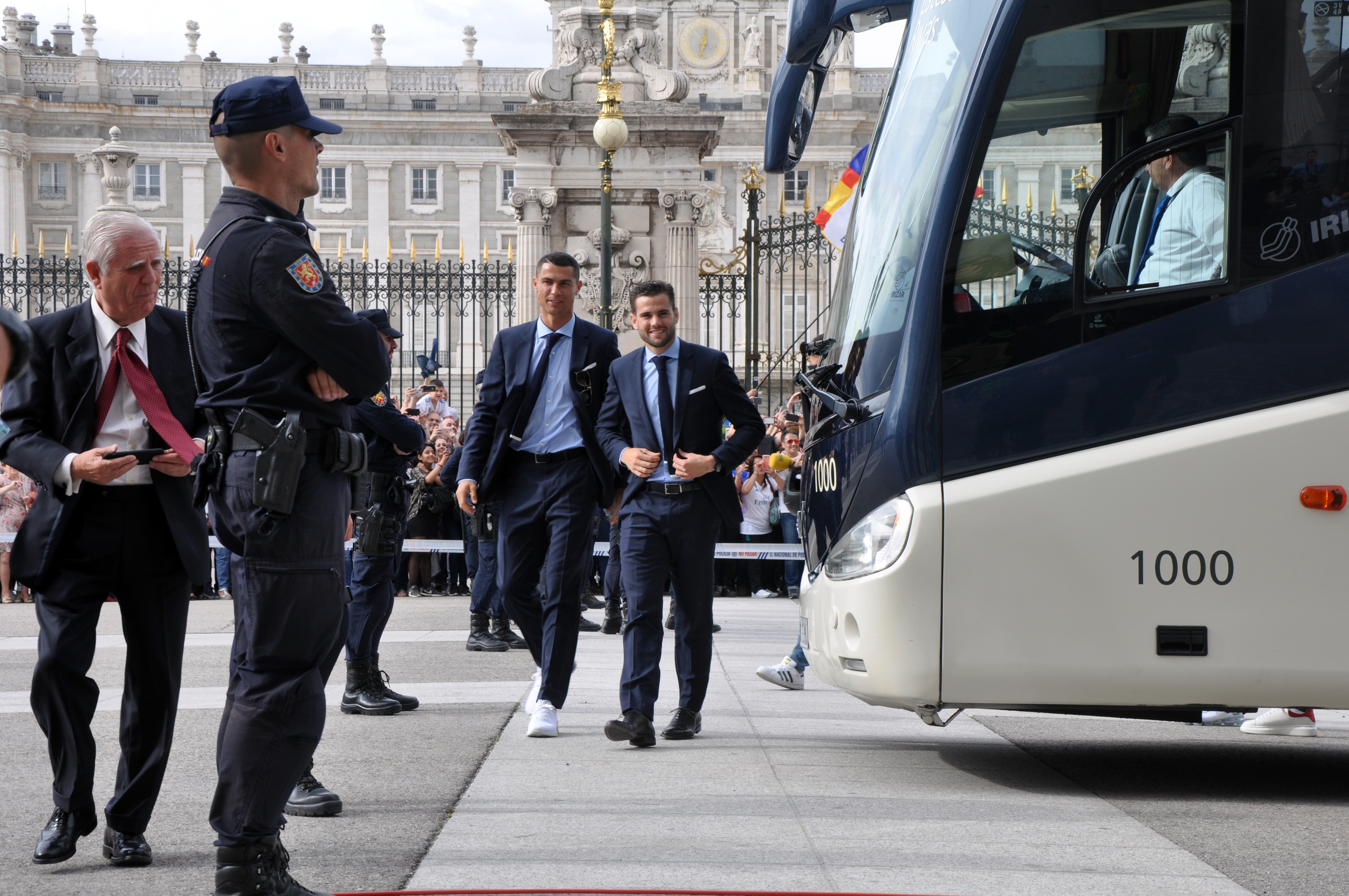
ناتشو مع كريستيانو رونالدو في احتفالات بعد الفوز بدوري أبطال أوروبا 2018.

### 2018–2024: الصعود إلى القيادة وتجديد العقد
سجل ناتشو أول هدفين في مسيرته في 21 يناير 2018 بفوز الفريق 7-1 على ديبورتيفو لاكورونيا. خلال دوري أبطال أوروبا 2017–18 شارك في ثماني مباريات وسجل هدفًا واحدًا، عندما فاز ريال مدريد بلقبه الثالث عشر في البطولة؛ في نهائي دوري أبطال أوروبا 2018 ضد ليفربول لعب كظهير أيمن بعد استبدال داني كارفاخال المصاب في وقت متأخر من الشوط الأول في مباراة انتهت بفوز الفريق 3-1 في كييف.
كان موسم 2019–20 لناتشو مليئًا بالإصابات ولم يُشارك إلا في ست مباريات خلال موسم الدوري عندما فاز ريال مدريد بلقب الدوري الإسباني 2019–20. في يوليو 2021، مدد عقده لمدة عامين إضافيين حتى عام 2023.
مع رحيل مارسيلو، أصبح ناتشو هو القائد الثاني للفريق لموسم 2022–23. في 22 يونيو 2023، وقع ناتشو عقدًا جديدًا مع ريال مدريد حتى يونيو 2024 وأصبح قائد الفريق بعد رحيل كريم بنزيما.
في 30 سبتمبر 2023، طُرد ناتشو ببطاقة حمراء مباشرة في الوقت المحتسب بدل الضائع بعد تدخل عنيف على لاعب نادي جيرونا بورتي. اعتذر ناتشو عن تدخله بعد المباراة. في 21 ديسمبر 2023، حصل على بطاقة حمراء مباشرة أخرى بعد تدخل ضد لاعب ديبورتيفو ألافيس سامو أوموروديون. أصبح ناتشو أول لاعب يتم طرده مرتين في موسم واحد لريال مدريد مُنذ سيرخيو راموس في موسم 2017–18. في 4 مايو 2024، فاز بلقبه الرابع في الدوري الإسباني مع ريال مدريد بعد فوز 3-0 على قادش، ليعادل رقم مارسيلو وكريم بنزيما ولوكا مودريتش كأكثر اللاعبين تتويجًا بالألقاب مع النادي بواقع 25 لقبًا. بعد شهر، في 1 يونيو قاد فريقه في الفوز 2-0 على بوروسيا دورتموند في نهائي دوري أبطال أوروبا 2024 ليحقق الفريق اللقب الخامس عشر، ويصبح واحدًا من 5 لاعبين رفعوا الكأس الأوروبية 6 مرات. بالإضافة إلى ذلك، مدد رقمه القياسي إلى 26 لقبًا مع النادي بالتساوي مع مودريتش كأكثر اللاعبين تحقيقًا للألقاب في تاريخ النادي.
في 25 يونيو 2024، أعلن ناتشو أنه سيغادر ريال مدريد بعد 23 عامًا قضاها في النادي. وفي 27 يونيو 2024 أعلن نادي القادسية السعودي عن ضم قائد ريال مدريد السابق ناتشو فرنانديز لمدة عامين، وذلك أثناء مشاركته في بطولة أمم أوروبا (يورو 2024) مع منتخب إسبانيا.

## مسيرته الدولية

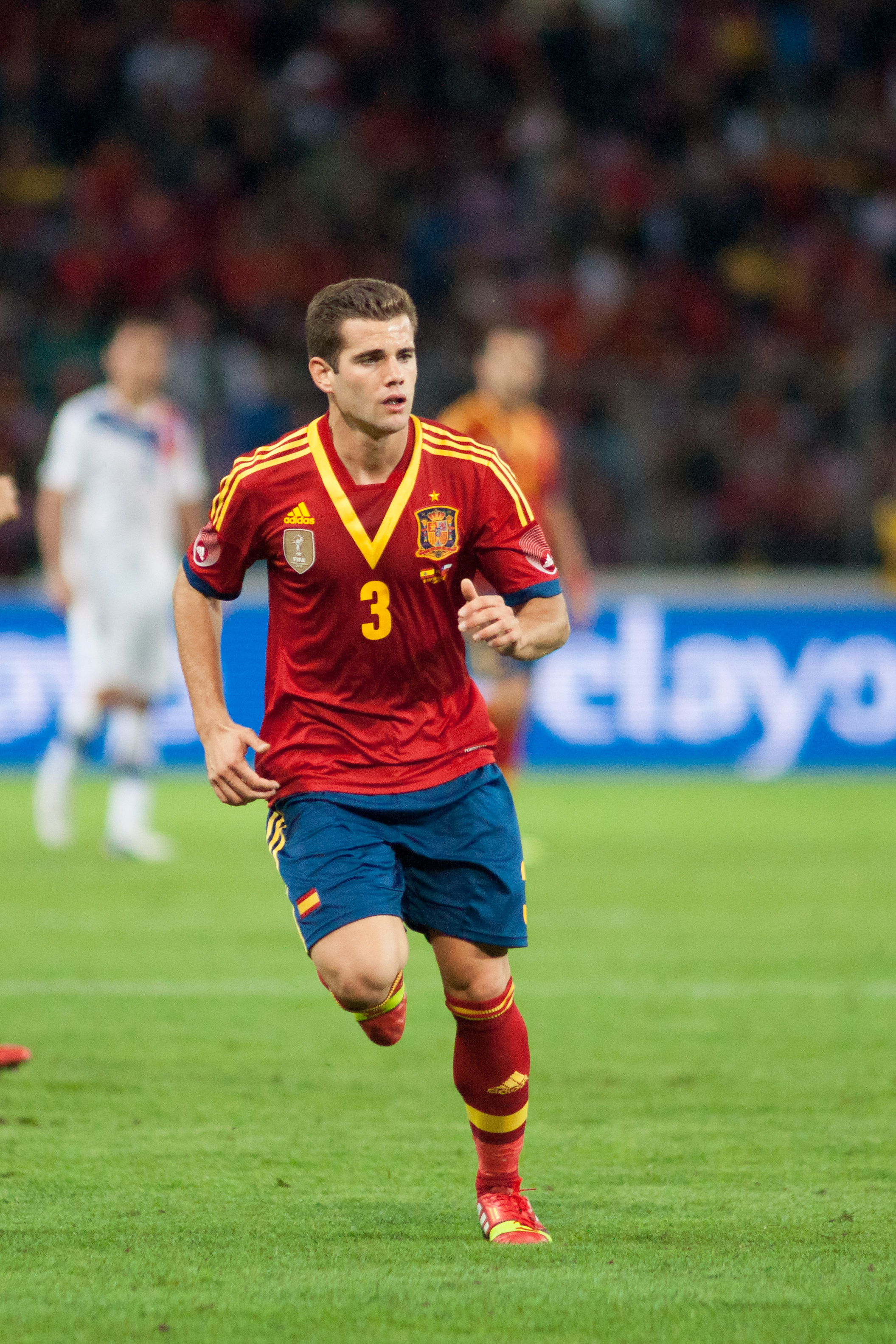
ناتشو خلال مباراته الأولى مع إسبانيا في عام 2013.

### الفئات السنية
مثل ناتشو إسبانيا في مستويات تحت 17 سنة، تحت 19 سنة وتحت 21 سنة. كان جزء من المنتخب الإسباني الذي فاز ببطولة أوروبا تحت 21 سنة 2013، حيث شارك في مباراة واحدة انتهت بفوز الفريق 3–0 على هولندا في المجموعة ب.

### الفريق الأول
في 2 سبتمبر 2013، اُستدعي ناتشو لأول مرة إلى المنتخب الإسباني ليحل محل المصاب إنيغو مارتينيز في قائمة الفريق لمباراة ودية ضد سويسرا. ظهر لأول مرة عندما حل محل زميله في ريال مدريد سيرخيو راموس في وقت مبكر من الشوط الثاني انتهت بتعادل الفريق 2-2 ضد تشيلي في جنيف.
اُختير ناتشو في القائمة النهائية لإسبانيا في كأس العالم 2018. بدأ المباراة الافتتاحية للفريق في المجموعة ب ضد البرتغال كظهير أيمن في 15 يونيو وسجل هدفه الدولي الأول بتسديدة من 30 مترًا وانتهت المباراة بالتعادل 3-3. ولم يُشارك في مباريات الفريق الثانية والثالثة في المجموعة، لكن بدأ ناتشو مباراة إسبانيا في دور الـ16 ضد البلد المضيف روسيا في 1 يوليو. لعب 70 دقيقة قبل أن يتم استبداله بزميله في النادي داني كارفاخال وخسر الفريق في النهاية بركلات الترجيح 4-3.
في مارس 2023، اُستدعي ناتشو مجددًا لقائمة إسبانيا لأول مرة منذ عام 2018 لمباريات تصفيات بطولة أمم أوروبا 2024 ضد النرويج واسكتلندا. شارك في التشكيلة الأساسية لمباراة النرويج ولعب المباراة كاملة حيث فازت إسبانيا 3-0 في ملقا.
اُختير في قائمة إسبانيا في نهائيات دوري الأمم الأوروبية 2023 وشارك كبديل في الدقيقة 78 حيث فاز الفريق على كرواتيا بركلات الترجيح في النهائي لتفوز إسبانيا بأول لقب لها منذ 11 عامًا.
في يونيو 2024، اُختير ناتشو في قائمة إسبانيا لنهائيات بطولة أمم أوروبا 2024 في ألمانيا. بدأ المباراة الأولى للفريق في المجموعة، ولعب المباراة كاملة في خط الدفاع حيث فازت إسبانيا على كرواتيا 3-0 في الملعب الأولمبي في برلين.

## أسلوب اللعب
لاعب معروف بقدرته على اللعب في جميع المراكز الدفاعية على الملعب حيث استخدمه كل من جولين لوبيتيغي وزين الدين زيدان كقلب دفاع، ظهير أيمن وأيسر. يُعتبر ناتشو خيارًا كظهير بفضل مهاراته في التحكم بالكرة ورغبته في التقدم للأمام على طول الجناح؛ مدافع سريع يُعرف ببذله جهد عالي ولديه قوة تحمل، وجيد في الهواء على الرغم من عدم كونه طويل القامة بالنسبة لمركزه. بالإضافة إلى مهاراته الدفاعية، يتميز ناتشو أيضًا بتمريراته الدقيقة سواء كانت قصيرة أو طويلة، حيث حقق نسبة تمرير ناجح بلغت 89.8% في موسم 2017–18. خلال نفس الموسم، سجل أهدافًا من الكرات الثابتة.

## حياته الشخصية
شقيق ناتشو الأصغر أليكس هو أيضًا لاعب كرة قدم. يلعب في مركز الوسط، وتخرج هو أيضًا من أكاديمية ريال مدريد وشارك الاثنان في أول مباراة لهما مع الفريق الأول في نفس المباراة؛ انتقل أليكس واستقر في نادي قادش، ولعبا ضد بعضهما البعض في عامي 2020 و2023. يختلف مظهرهما بشكل كبير نظرًا لشعر أليكس الأحمر.
في نوفمبر 2016، كشف ناتشو أنه يعاني من داء سكري النوع الأول مُنذ أن كان في الثانية عشرة من عمره. خلال أول خمس سنوات له في الفريق الأول، تمكن ناتشو من تجنب الإصابات الكبيرة، ويعزو نجاحه إلى عادات الأكل.
لدى ناتشو أربعة أطفال من زوجته ماريا كورتيز، ابنتان وولدان.

## الإحصائيات

### النادي
آخر تحديث 6 فبراير 2025.
| النادي     | الموسم   | الدوري                        | الدوري | الدوري  | الكأس  | الكأس   | أوروبا | أوروبا  | أخرى1  | أخرى1   | المجموع | المجموع |
| النادي     | الموسم   | الدرجة                        | الظهور | الأهداف | الظهور | الأهداف | الظهور | الأهداف | الظهور | الأهداف | الظهور  | الأهداف |
| ---------- | -------- | ----------------------------- | ------ | ------- | ------ | ------- | ------ | ------- | ------ | ------- | ------- | ------- |
| ريال مدريد | 2010–11  | الدوري الإسباني للدرجة الأولى | 2      | 0       | 0      | 0       | 0      | 0       | 0      | 0       | 2       | 0       |
| ريال مدريد | 2011–12  | الدوري الإسباني للدرجة الأولى | 0      | 0       | 1      | 0       | 0      | 0       | 0      | 0       | 1       | 0       |
| ريال مدريد | 2012–13  | الدوري الإسباني للدرجة الأولى | 9      | 0       | 3      | 0       | 1      | 0       | 0      | 0       | 13      | 0       |
| ريال مدريد | 2013–14  | الدوري الإسباني للدرجة الأولى | 12     | 0       | 4      | 0       | 3      | 0       | 0      | 0       | 19      | 0       |
| ريال مدريد | 2014–15  | الدوري الإسباني للدرجة الأولى | 14     | 1       | 2      | 0       | 6      | 0       | 0      | 0       | 22      | 1       |
| ريال مدريد | 2015–16  | الدوري الإسباني للدرجة الأولى | 16     | 0       | 1      | 0       | 5      | 1       | —      | —       | 22      | 1       |
| ريال مدريد | 2016–17  | الدوري الإسباني للدرجة الأولى | 28     | 2       | 5      | 1       | 4      | 0       | 2      | 0       | 39      | 3       |
| ريال مدريد | 2017–18  | الدوري الإسباني للدرجة الأولى | 27     | 3       | 6      | 0       | 8      | 1       | 1      | 0       | 42      | 4       |
| ريال مدريد | 2018–19  | الدوري الإسباني للدرجة الأولى | 20     | 0       | 5      | 0       | 5      | 0       | 0      | 0       | 30      | 0       |
| ريال مدريد | 2019–20  | الدوري الإسباني للدرجة الأولى | 6      | 1       | 3      | 1       | 1      | 0       | 0      | 0       | 10      | 2       |
| ريال مدريد | 2020–21  | الدوري الإسباني للدرجة الأولى | 24     | 1       | 0      | 0       | 8      | 0       | 1      | 0       | 33      | 1       |
| ريال مدريد | 2021–22  | الدوري الإسباني للدرجة الأولى | 28     | 3       | 3      | 0       | 9      | 0       | 2      | 0       | 42      | 3       |
| ريال مدريد | 2022–23  | الدوري الإسباني للدرجة الأولى | 27     | 1       | 5      | 0       | 8      | 0       | 4      | 0       | 44      | 1       |
| ريال مدريد | 2023–24  | الدوري الإسباني للدرجة الأولى | 29     | 0       | 2      | 0       | 12     | 0       | 2      | 0       | 45      | 0       |
| المجموع    | المجموع  | المجموع                       | 242    | 12      | 40     | 2       | 70     | 2       | 12     | 0       | 364     | 16      |
| القادسية   | 2024–25  | الدوري السعودي للمحترفين      | 19     | 0       | 3      | 0       | —      | —       | —      | —       | 22      | 0       |
| الإجمالي   | الإجمالي | الإجمالي                      | 366    | 16      | 43     | 2       | 70     | 2       | 18     | 0       | 497     | 20      |

1. 1 2 3 4 5 6 7  المباريات في دوري أبطال أوروبا
2. 1 2  المباريات في كأس العالم للأندية

1 تشمل كأس السوبر الإسباني، كأس السوبر الأوروبي وكأس العالم للأندية.

### المنتخب
آخر تحديث 18 أكتوبر 2018.
| إسبانيا | إسبانيا | إسبانيا |
| العام   | الظهور  | الأهداف |
| ------- | ------- | ------- |
| 2013    | 1       | 0       |
| 2015    | 1       | 0       |
| 2016    | 5       | 0       |
| 2017    | 7       | 0       |
| 2018    | 8       | 1       |
| المجموع | 22      | 1       |

### الأهداف الدولية
آخر تحديث 15 يونيو 2018.
قائمة الأهداف والنتائج مع منتخب إسبانيا الأول.
| # | التاريخ       | المكان                           | الخصم    | الهدف | النتيجة | المسابقة        |
| - | ------------- | -------------------------------- | -------- | ----- | ------- | --------------- |
| 1 | 15 يونيو 2018 | ملعب فيشت الأولمبي، سوتشي، روسيا | البرتغال | 3–2   | 3–3     | كأس العالم 2018 |

## الإنجازات
ريال مدريد
- الدوري الإسباني: 2011–12،[63] 2016–17،[64] 2019–20[65]، 2021–22، 2023–24[66]
- كأس السوبر الإسباني: 2012،[67] 2017[68] 2019–20[69]، 2021–22،[70] 2023–24[71]
- كأس ملك إسبانيا: 2013–14[72]، 2022–23
- دوري أبطال أوروبا: 2013–14،[73] 2015–16،[74] 2016–17،[75] 2017–18[76]، 2021–22،[77] 2023–24[78]
- كأس السوبر الأوروبي: 2016،[79] 2017[80]، 2022
- كأس العالم للأندية: 2014،[76] 2016،[81] 2017،[82] 2018[68]، 2022

 ريال مدريد كاستيا
- دوري الدرجة الثالثة الإسباني: 2011–12

 إسبانيا
- دوري الأمم الأوروبية: 2022–23
- بطولة أمم أوروبا: 2024

 إسبانيا تحت 17 
- بطولة أوروبا تحت 17 سنة: 2007
- كأس العالم تحت 17 سنة: الوصيف 2007

 إسبانيا تحت 21 
بطولة أوروبا تحت 21 سنة: 2013

## وصلات خارجية
- Real Madrid official profile
- ناتشو على موقع الاتحاد الدولي (مؤرشف)  (الإنجليزية)
- ناتشو على موقع الاتحاد الأوربي (الإنجليزية)
- ناتشو على موقع إي إس بي إن إف سي (الإنجليزية)
- ناتشو على موقع قاعدة بيانات كرة القدم.إي يو (الإنجليزية)
- ناتشو على موقع ليكيب (الفرنسية)
- ناتشو على موقع ناشيونال فوتبول تيمز (الإنجليزية)
- ناتشو على موقع Soccerbase.com (لاعب) (الإنجليزية)
- ناتشو على موقع Soccerway.com (الإنجليزية)
- ناتشو على موقع عالم كرة القدم.نت (الإنجليزية)
- ناتشو على موقع كووورة

1. 1 2 3 4 5
2. 1 2 3  Appearance(s) in كأس السوبر الإسباني
3. ↑  Two appearances in Supercopa de España, two appearances in FIFA Club World Cup